# Ero capensis
Espèce
Ero capensis est une espèce d'araignées aranéomorphes de la famille des Mimetidae.

## Distribution
Cette espèce se rencontre en Afrique du Sud au Cap-Occidental, au Cap-Oriental et au Cap-du-Nord et au Eswatini,.

## Description
La femelle holotype mesure 3,5 mm.

## Systématique et taxinomie
Cette espèce a été décrite par Simon en 1895.

## Étymologie
Son nom d'espèce, composé de cap et du suffixe latin -ensis, « qui vit dans, qui habite », lui a été donné en référence au lieu de sa découverte, la colonie du Cap.

## Publication originale
- Simon, 1895 : Histoire naturelle des araignées. Paris, vol. 1, p. 761-1084 (texte intégral).